# Fontainea
Fontainea é um género botânico pertencente à família Euphorbiaceae.
Plantas encontradas na Austrália, Nova Caledônia, Vanuatu , Papua e Nova Guiné.

## Espécies
Composto por nove espécies:
| - Fontainea australis - Fontainea borealis - Fontainea fugax - Fontainea oraria - Fontainea pancheri | - Fontainea picrosperma - Fontainea rostrata - Fontainea subpapuana - Fontainea venosa |

## Nome e referências
Fontainea Heckel